# Silver Creek (Rio Grande)
Der Silver Creek ist ein Bach im Toledo District in Belize.

## Verlauf
Der Silver Creek entspringt mit mehreren Quellbächen im Gebiet des gleichnamigen Ortes Silver Creek. Er verläuft nach Süden und mündet nach kurzer Zeit in der Nähe von Big Falls in den Rio Grande.